# Blackpink (EP)
Blackpink (được viết cách điệu là BLAƆKPIИK) là mini album ra mắt tiếng Nhật của nhóm nhạc nữ Hàn Quốc Blackpink. Mini album này được phát hành kỹ thuật số vào ngày 29 tháng 8 năm 2017 và physical vào ngày 30 tháng 8 bởi YGEX và Avex Entertainment.
Mini album ra mắt ở vị trí thứ nhất trên Oricon Albums Chart trong bảng xếp hạng ngày và tuần. Nhóm trở thành nghệ sĩ nước ngoài thứ ba đứng đầu bảng xếp hạng với lần phát hành đầu tiên kể từ năm 2011.
Mini album được phát hành lại với tựa đề Re: Blackpink được phát hành vào ngày 28 tháng 3 năm 2018.

## Thông tin
Mini album tiếng Nhật hoàn chỉnh có chứa ba single tiếng Hàn đã được phát hành tại Hàn Quốc là "Square One" (bao gồm Boombayah và Whistle), "Square Two" (bao gồm Playing with Fire và Stay), "As If It's Your Last" và bao gồm các phiên bản tiếng Nhật của các bài hát trên.

## Background
Vào tháng 5 năm 2017, công ty của nhóm đã thông báo rằng nhóm sẽ tổ chức một buổi showcase debut tại Nippon Budokan vào ngày 20 tháng 7 và có thể phát hành album debut của họ vào ngày 9 tháng 8.
Vào ngày 13 tháng 7, YG Entertainment chính thức thông báo rằng album debut của nhóm sẽ là một mini album được gọi là Blackpink và có thể sẽ được phát hành vào ngày 30 tháng 8. MV của "Boombayah" cũng sẽ được phát hành. Vào cùng ngày, các thông tin từ album đã được tiết lộ, bao gồm danh sách bài hát. Mini album sẽ có hai phiên bản: CD+DVD, gồm có các phiên bản tiếng Hàn và tiếng Nhật của single cộng với năm MV; và chỉ có CD, gồm các bài hát phiên bản tiếng Nhật. 
Mini album được phát hành kỹ thuật số vào ngày 29 tháng 8 năm 2017, thông qua iTunes Japan và toàn cầu.

## Quảng bá
Để quảng bá cho việc ra mắt tại Nhật Bản sắp tới của nhóm trên truyền hình và internet. Nhóm đã phát hành phiên bản đầy đủ của MV tiếng Nhật, bắt đầu từ "Playing with Fire" trên MTV Japan vào ngày 10 tháng 7 năm 2017, "Whistle" trên Music On! TV vào ngày 10 tháng 7 năm 2017, "Stay" trên GYAO! vào ngày 11 tháng 7 năm 2017, "Boombayah" trên GYAO! vào ngày 13 tháng 7 năm 2017, và bài hát cuối cùng, "As If It's Your Last" trên AbemaTV (K World Channel) vào ngày 16 tháng 7 năm 2017.
Ngoài ra, nhóm cũng đã đăng tải phiên bản ngắn cho single của nhóm tại Nhật Bản trên YouTube, bắt đầu từ "Boombayah" vào ngày 13 tháng 7, và tiếp tục tới "Whistle" vào ngày 14 tháng 7, "Playing with Fire" vào ngày 15 tháng 7, "Stay" vào ngày 16 tháng 7, và "As If It's Your Last" vào ngày 17 tháng 7.
Vào ngày 8 tháng 8, phiên bản tiếng Nhật của "Boombayah" đã được phát hành trên iTunes Japan như một single quảng bá cho mini album

## Diễn biến trên bảng xếp hạng
BLACKPINK ra mắt tại vị trí thứ nhất trên Oricon Daily Album Chart vào ngày 29 tháng 8 năm 2017, với 21,583 bản trong ngày đầu tiên. Trong ngày thứ hai, mini album vẫn trụ lại vị trí thứ nhất trên bảng xếp hạng. Mini album ra mắt tại vị trí thứ nhất trên Oricon Weekly Album Chart với 39,100 bản trong tuần đầu tiên. Nhóm trở thành một trong ba nghệ sĩ nước ngoài đạt được vị trí thứ nhất trên bảng xếp hạng tuần của Oricon với lần đầu tiên phát hành. Mini album là album bán chạy thứ tư tại Nhật Bản trong tháng 8 năm 2017, với 39,100 bản.
Mini album cũng đứng nhất trên bảng xếp hạng Hot Albums của Billboard Japan cho tổng doanh số album được bán ra.

## Danh sách bài hát
| CD/Tải kỹ thuật số | CD/Tải kỹ thuật số           | CD/Tải kỹ thuật số        | CD/Tải kỹ thuật số             | CD/Tải kỹ thuật số  | CD/Tải kỹ thuật số |
| STT                | Nhan đề                      | Phổ lời                   | Phổ nhạc                       | Phối khí            | Thời lượng         |
| ------------------ | ---------------------------- | ------------------------- | ------------------------------ | ------------------- | ------------------ |
| 1.                 | "Boombayah"                  | Teddy Bekuh Boom          | Teddy Bekuh Boom               | Teddy               | 4:01               |
| 2.                 | "Whistle"                    | Teddy Bekuh Boom          | Teddy Future Bounce Bekuh Boom | Teddy Future Bounce | 3:31               |
| 3.                 | "Playing with Fire"          | Teddy                     | Teddy R.Tee                    | R.Tee               | 3:17               |
| 4.                 | "Stay"                       | Teddy                     | Teddy Seo Wonjin               | Seo Wonjin          | 3:50               |
| 5.                 | "As If It's Your Last"       | Teddy Brother Su CHOICE37 | Teddy Future Bounce Lydia Paek | Teddy Future Bounce | 3:33               |
| 6.                 | "Whistle" (acoustic version) | Teddy Bekuh Boom          | Teddy Future Bounce Bekuh Boom | Teddy Future Bounce | 3:32               |

| Blackpink – CD+DVD | Blackpink – CD+DVD                                | Blackpink – CD+DVD        | Blackpink – CD+DVD             | Blackpink – CD+DVD  | Blackpink – CD+DVD |
| STT                | Nhan đề                                           | Phổ lời                   | Phổ nhạc                       | Arrangement         | Thời lượng         |
| ------------------ | ------------------------------------------------- | ------------------------- | ------------------------------ | ------------------- | ------------------ |
| 7.                 | "Boombayah" (phiên bản tiếng Hàn)                 | Teddy Bekuh Boom          | Teddy Bekuh Boom               | Teddy               | 4:01               |
| 8.                 | "Whistle" (phiên bản tiếng Hàn)                   | Teddy Bekuh Boom          | Teddy Future Bounce Bekuh Boom | Teddy Future Bounce | 3:31               |
| 9.                 | "Playing with Fire" (phiên bản tiếng Hàn)         | Teddy                     | Teddy R.Tee                    | R.Tee               | 3:17               |
| 10.                | "Stay" (phiên bản tiếng Hàn)                      | Teddy                     | Teddy Seo Wonjin               | Seo Wonjin          | 3:50               |
| 11.                | "As If It's Your Last" (phiên bản tiếng Hàn)      | Teddy Brother Su CHOICE37 | Teddy Future Bounce Lydia Paek | Teddy Future Bounce | 3:33               |
| 12.                | "Whistle" (acoustic version, phiên bản tiếng Hàn) | Teddy Bekuh Boom          | Teddy Future Bounce Bekuh Boom | Teddy Future Bounce | 3:32               |

| Blackpink – CD+DVD (videos) | Blackpink – CD+DVD (videos)          | Blackpink – CD+DVD (videos) |
| STT                         | Nhan đề                              | Thời lượng                  |
| --------------------------- | ------------------------------------ | --------------------------- |
| 1.                          | "Boombayah" (music video)            |                             |
| 2.                          | "Whistle" (music video)              |                             |
| 3.                          | "Playing with Fire" (music video)    |                             |
| 4.                          | "Stay" (music video)                 |                             |
| 5.                          | "As If It's Your Last" (music video) |                             |
| 6.                          | "Making video"                       |                             |

| Re: Blackpink – CD+DVD (videos) | Re: Blackpink – CD+DVD (videos)                           | Re: Blackpink – CD+DVD (videos) |
| STT                             | Nhan đề                                                   | Thời lượng                      |
| ------------------------------- | --------------------------------------------------------- | ------------------------------- |
| 1.                              | "Boombayah" (Music video)                                 |                                 |
| 2.                              | "Whistle" (Music video)                                   |                                 |
| 3.                              | "Playing with Fire" (Music video)                         |                                 |
| 4.                              | "Stay" (Music video)                                      |                                 |
| 5.                              | "As If It's Your Last" (Music video)                      |                                 |
| 6.                              | "Making video"                                            |                                 |
| 7.                              | "Boombayah" (Blackpink Premium Debut Showcase)            |                                 |
| 8.                              | "Playing With Fire" (Blackpink Premium Debut Showcase)    |                                 |
| 9.                              | "Whistle" (Blackpink Premium Debut Showcase)              |                                 |
| 10.                             | "Stay" (Blackpink Premium Debut Showcase)                 |                                 |
| 11.                             | "As If It's Your Last" (Blackpink Premium Debut Showcase) |                                 |
| 12.                             | "Boombayah" (KR Ver.; Blackpink Premium Debut Showcase)   |                                 |
| 13.                             | "Special interview + jacket shooting making"              |                                 |
| 14.                             | "Boombayah" (A-nation 2017)                               |                                 |
| 15.                             | "As If It's Your Last" (A-nation 2017)                    |                                 |

## Bảng xếp hạng
| Bảng xếp hạng (2017)     | Vị trí xếp hạng cao nhất |
| ------------------------ | ------------------------ |
| Nhật Bản Albums (Oricon) | 1                        |

## Lịch sử phát hành
| Khu vực  | Ngày                | Định dạng        | Hãng               |
| -------- | ------------------- | ---------------- | ------------------ |
| Toàn cầu | 29 tháng 8 năm 2017 | Digital download | Avex Entertainment |
| Nhật Bản | 30 tháng 8 năm 2017 | CD, CD+DVD       | YGEX               |
| Nhật Bản | 28 tháng 3 năm 2018 | CD, CD+DVD       | YGEX               |